# Richard Köhler
Richard Köhler (13. března 1886 – ???) byl československý politik německé národnosti, meziválečný poslanec Národního shromáždění za Německou národně socialistickou stranu dělnickou (DNSAP).

## Biografie
Podle údajů k roku 1930 byl povoláním městským radním v Liberci.
V parlamentních volbách v roce 1929 získal za Německou národně socialistickou stranu dělnickou poslanecké křeslo v Národním shromáždění. V říjnu 1933 v souvislosti se zrušením strany německých národních socialistů odchází do nově utvořeného poslaneckého klubu Sudetendeutsche parlamentarische Vereinigung. Již v listopadu 1933 byl ale, stejně jako všichni další bývalí poslanci DNSAP, zbaven mandátu.
Ještě předtím, 28. září 1933, se v Podmoklech sešel ilegální sjezd DNSAP, kde se končící strana usnesla vést jednání s Konradem Henleinem o vytvoření nové sudetoněmecké platformy Sudetendeutsche Heimatsfront. Jednáním byli pověření poslanci Richard Köhler, Hugo Simm a Rudolf Kasper.